# Georges Petit (homme politique)
Pour les articles homonymes, voir Georges Petit et Petit.
Georges Petit est un homme politique français né le 21 février 1872 à Nicey (Côte-d'Or) et décédé le 4 août 1904 à Paris.

## Biographie
Pharmacien, il reprend ensuite l'entreprise de fabrique de galoches de son beau-père. Maire de Voulaines-les-Templiers en 1898, conseiller général du canton de Recey-sur-Ource en 1899, il est député de la Côte-d'Or de 1902 à 1904, inscrit au groupe de la Gauche radicale.